# Friedrich Jäckel
Friedrich Jäckel (* 8. September 1876 in Wien; † 14. Mai 1960 in Graz) war ein österreichischer Architekt und Hochschullehrer für Hochbau und Baustofflehre.

## Leben
Jäckel absolvierte ein Studium an der Technischen Hochschule Wien, unter anderem bei Karl Mayreder und Karl König. Von 1901 bis 1926 war er im Wiener Stadtbauamt tätig, wobei der Schwerpunkt seiner Tätigkeit der Ausbau der städtischen Infrastruktur war. 1926 wurde er an die Technische Hochschule Graz berufen und war bis zu seiner Pensionierung dort als Professor für Hochbau und Baustofflehre tätig.
Ab 1903 war er Mitglied im Österreichischen Ingenieur- und Architekten-Verein und ab 1926 in der Zentralvereinigung der Architekten Österreichs.

## Bauten

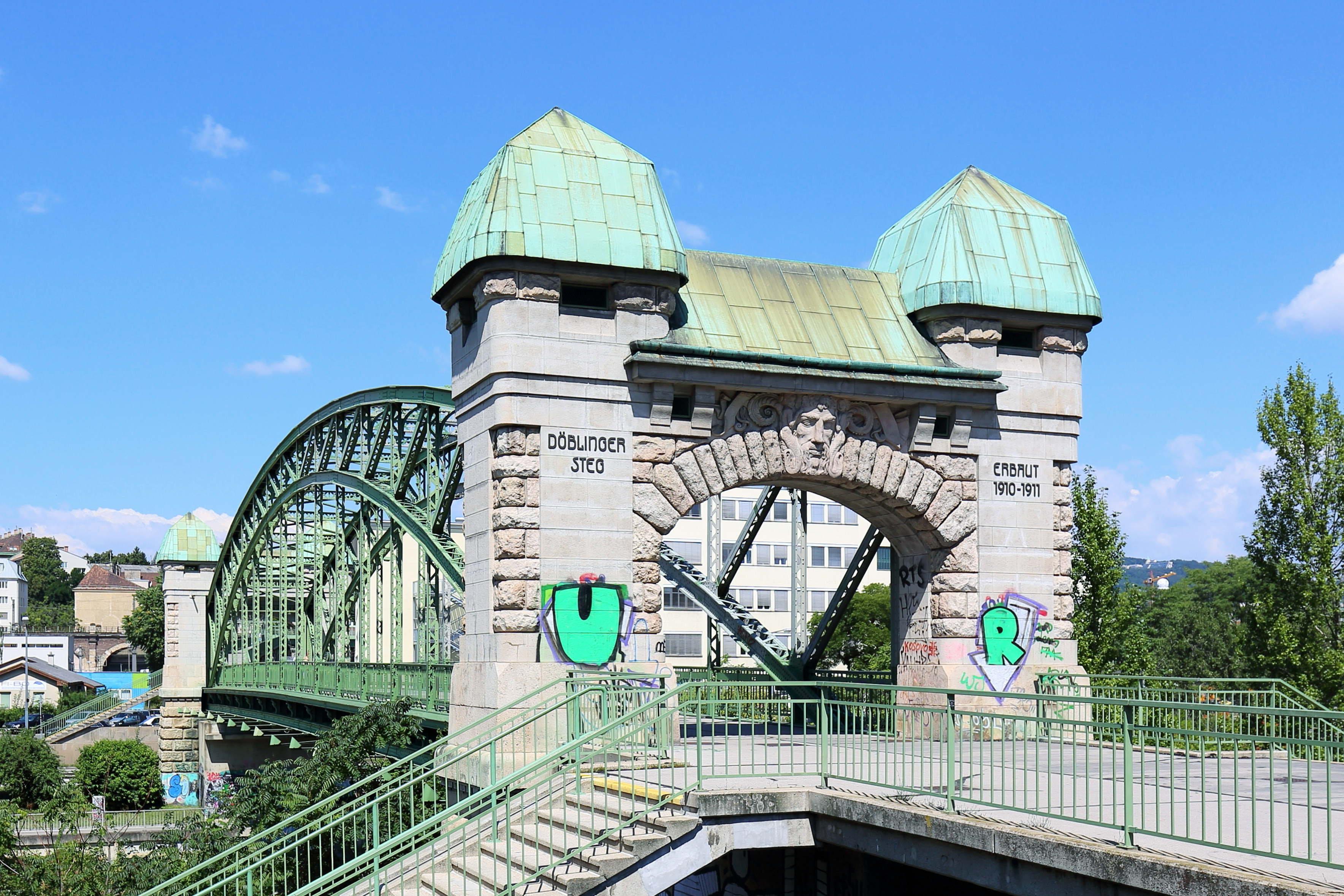
Döblinger Steg (1910–1911)

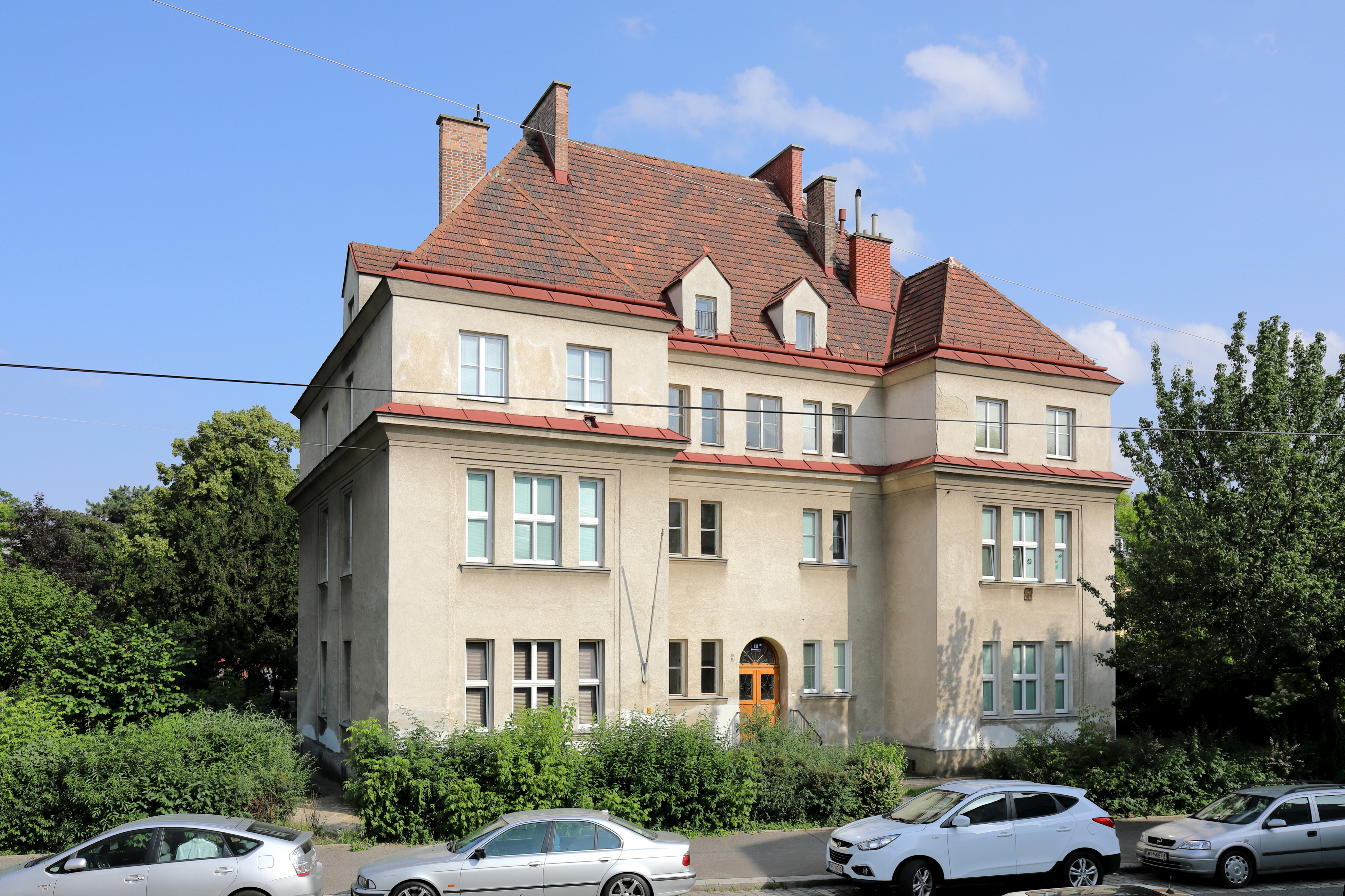
Ehemaliges Bezirksjugendamt im 21. Bezirk; mit Wilhelm Peterle
(1923–1924)

Auszug aus dem Architektenlexikon Wien 1770–1945
- 1910–1911: Döblinger Steg, Wien 19 und 20, Rampengasse
- 1911: Hauptschule Wien 22, Konstanziagasse 50
- 1911–1912: Kindergarten der Stadt Wien, Wien 16, Brüßlgasse 31 (mit Max Fiebiger)
- 1911–1912: „Hebbelschule“, Wien 10, Hebbelplatz 1–2 (mit Max Fiebiger)
- 1912–1913: Volksschule, Wien 10, Triester Straße 114 (mit Josef Bittner)
- 1911–1913: Wasserbehälter Steinhof, Wien 16, Johann-Staud-Gasse 28–30
- 1912–1914: Jörgerbad, Wien 17, Jörgerstraße 42–44 (mit Heinrich Goldemund und Franz Wejmola, Technik und Bauleitung)
- 1913: Volksschule, Wien 13, Amalienstraße 31–33 (mit Max Fiebiger)
- 1915–1916: Ausbau des Naschmarkts (Marktamt und Anlage der Pavillons) Wien 6, Linke Wienzeile
- 1916–1917: Ausbau des Schlachthofs St. Marx (Kontumazschlachthof), Wien 3, Viehmarktgasse (mit Max Fiebiger)
- 1920–1921: Einsegnungs- und Aufbahrungshalle, Wien 12, Hervicusgasse 44
- 1923–1924: Wohnhausanlage der Gemeinde Wien, Wien 19, Schegargasse 17–19
- 1923–1924: Bezirksjugendamt, Wien 21, Gerichtsgasse 10 (mit Wilhelm Peterle, 1950 zu einem Wohngebäude umgebaut)
- 1923–1925: Wasserreservoir und Hebewerk der 2. Wiener Hochquellleitung, Wien 19, Krapfenwaldgasse 28 (mit den Technikern Ludwig Machek, Anton Zaubek, Rudolf Teufelbauer)